# Carlo Peroni
Carlo Peroni (Senigallia, Ancona, 29. studenoga 1929. – Guanzate, Como, 13. prosinca 2011.), poznat i kao Perogatt, bio je talijanski crtač stripa.
Karijeru je započeo 1946. godine kao restaurator i slikar ikona. Godine 1948. počeo je surađivati s dječjim časopisom Il Giornalino, zatim je radio za brojne talijanske i europske časopise i novine, poput Corriere dei Piccoli, Guerin Sportivo, Bild-Zeitung. Također je surađivao s RAI-jem i napisao nekoliko knjiga.
Posvećen humorističnim stripovima, Peroni je, između ostalih, stvorio Gianconiglia (također poznat i kao Sonny), Zio Boris, Nerofumo, Paciocco, Ispettore Perogatt. Također je bio osnivač i autor strip časopisa Slurp!.

## Vanjske poveznice
- official website